# Jordan Ford
Jordan Ford, né le 26 mai 1998 à Citrus Heights en Californie, est un joueur américain de basket-ball. Il évolue aux postes de meneur et arrière, et mesure 1,83 m.

## Biographie

### Carrière universitaire
Entre 2016 et 2020, il joue pour les Gaels de Saint Mary.

### Carrière professionnelle
En septembre 2023, il signe un contrat two-way en faveur des Kings de Sacramento.

## Statistiques

### Universitaires
| Saison    | Équipe     | Matchs | Titul. | Min./m | % Tir | % 3pts | % LF | Rbds/m. | Pass/m. | Int/m. | Ctr/m. | Pts/m. |
| --------- | ---------- | ------ | ------ | ------ | ----- | ------ | ---- | ------- | ------- | ------ | ------ | ------ |
| 2016-2017 | Saint Mary | 29     | 0      | 5.8    | .389  | .357   | .818 | .6      | .7      | .1     | .0     | 2.4    |
| 2017-2018 | Saint Mary | 36     | 36     | 27.4   | .508  | .443   | .754 | 2.7     | 1.6     | .9     | .1     | 11.1   |
| 2018-2019 | Saint Mary | 34     | 34     | 36.9   | .489  | .412   | .800 | 2.8     | 2.5     | 1.3    | .0     | 21.1   |
| 2019-2020 | Saint Mary | 34     | 34     | 38.0   | .492  | .411   | .836 | 3.0     | 2.3     | 1.4    | .0     | 21.9   |
| Carrière  | Carrière   | 133    | 104    | 27.8   | .490  | .416   | .806 | 2.3     | 1.8     | .9     | .0     | 14.5   |

## Palmarès
- 2× First-team All-WCC (2019, 2020)